# Traité d'Albany de 1701
 (novembre 2023).

Le traité d'Albany, en anglais Deed from the Five Nations to the King, of their Beaver Hunting Ground ou Nanfan Treaty, est une entente entre John Nanfan, lieutenant-gouverneur de New York qui agit au nom de la couronne britannique, et les Iroquois de la Confédération iroquoise. Il est signé le 19 juillet 1701 à Albany (colonie de New York) et amendé le 14 septembre 1726. 

Le territoire iroquois de 1665 à 1701.

## Contexte
Au XVIIIe siècle, la Confédération iroquoise, ou Ligue des Cinq-Nations (Haudenosaunee), était formée des Tsonnontouans (Sénécas), Onontagués (Onondagas), Goyogouins (Cayugas), Onneiouts (Oneidas) et Agniers (Mohawks). Ces nations vivaient alors au sud du lac Ontario. 
Or, la région du lac Ontario devient un enjeu à mesure que les colonies françaises et anglaises se développent. Les administrateurs français et leurs alliés sont incommodés par la présence iroquoise sur le territoire, potentiellement un allié de taille de leurs rivaux économiques anglais dans le commerce des fourrures. L'intendant Jean Talon organise quelques expéditions conduites par Alexandre de Prouville de Tracy et le régiment de Carignan-Salières en 1665 et 1666. Dans les années 1660, les Français consolident leurs alliances avec plusieurs nations qui occupent également le sud du lac Ontario, entre autres les Hurons, les Ériés, les Népissingues et les Neutres. Ils établissent par ailleurs des postes et une série de forts, dont le fort Frontenac en 1673 et le fort Niagara en 1676, de manière à restreindre l'influence iroquoise dans la région. 

Le lac Ontario

Les Iroquois perçoivent de leur côté les politiques expansionnistes de la Nouvelle-France comme une atteinte à leur sécurité sur le territoire, surtout autour du fort Frontenac, où ils « chasse[nt] depuis la création du monde ». Pour eux, il est primordial de les protéger. Or, les nations de la confédération poursuivent chacune leurs propres buts. Il n'y a donc pas de consensus chez les Iroquois quant à la stratégie à adopter à l'égard des Français. De plus, les Cinq-Nations renforcent leur alliance avec les Anglais dans les années 1680. Ils parviennent ainsi à détourner le commerce des fourrures vers Albany (New York) et à priver la Nouvelle-France de sa base économique. 
Entre 1687 et 1698, l'hostilité ne cesse de prendre de l'ampleur entre les Français et les Iroquois. Avec leurs alliés autochtones, les Français mènent pas moins de 33 expéditions contre les Iroquois au cours de cette période. Les Iroquois ne sont pas en reste et conduisent 49 attaques contre les Français ou leurs alliés, dont le raid de Lachine en 1689 qui marque les esprits. Cela a toutefois une conséquence négative pour eux. Ils perdent en effet 50% de leurs guerriers durant le même temps.

## Des ambassades à Montréal et à Albany
En 1700, les Cinq-Nations sont plus décidés que jamais à protéger leur territoire de chasse. Pour y arriver, ils décident de privilégier la paix et mènent à cet effet des négociations sur trois fronts: les Français, leurs alliés et les Anglais. Ils ont déjà entamé des démarches en ce sens auprès du gouverneur canadien Louis-Hector de Callière.   
Au cours des mois suivants, chacune des parties impliquées poursuit ses propres objectifs et use de stratégie pour les atteindre. Ainsi, des Agniers et des Onontagués rapportent au gouverneur de New York, Richard Coote, lord de Bellomont, une rumeur selon laquelle les Anglais ont décider de les priver d'armes afin de mieux pouvoir les éliminer.  

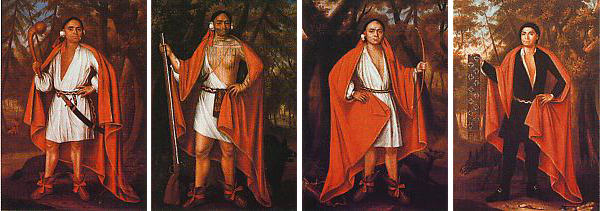
Les Agniers font partie des Cinq-Nations.

En août 1700, la paix avec les Français est toutefois loin de faire consensus chez les Cinq-Nations. C'est pourquoi elles décident d'envoyer deux délégations : une en direction de Montréal et l'autre en direction d'Albany. La délégation montréalaise est formée de 19 ambassadeurs iroquois. Ils sont accompagnés de 3 représentants demandés à Callière - Paul Le Moyne de Maricourt, le jésuite Jacques Bruyas et Louis-Thomas Chabert de Joncaire. Cette délégation a pour objectif de conclure un traité de paix avec les Français. Comme elle ne compte pas de chef agnier, Callière leur fixe un nouveau rendez-vous en septembre 1700. Cette fois, les Cinq-Nations devront être représentées.

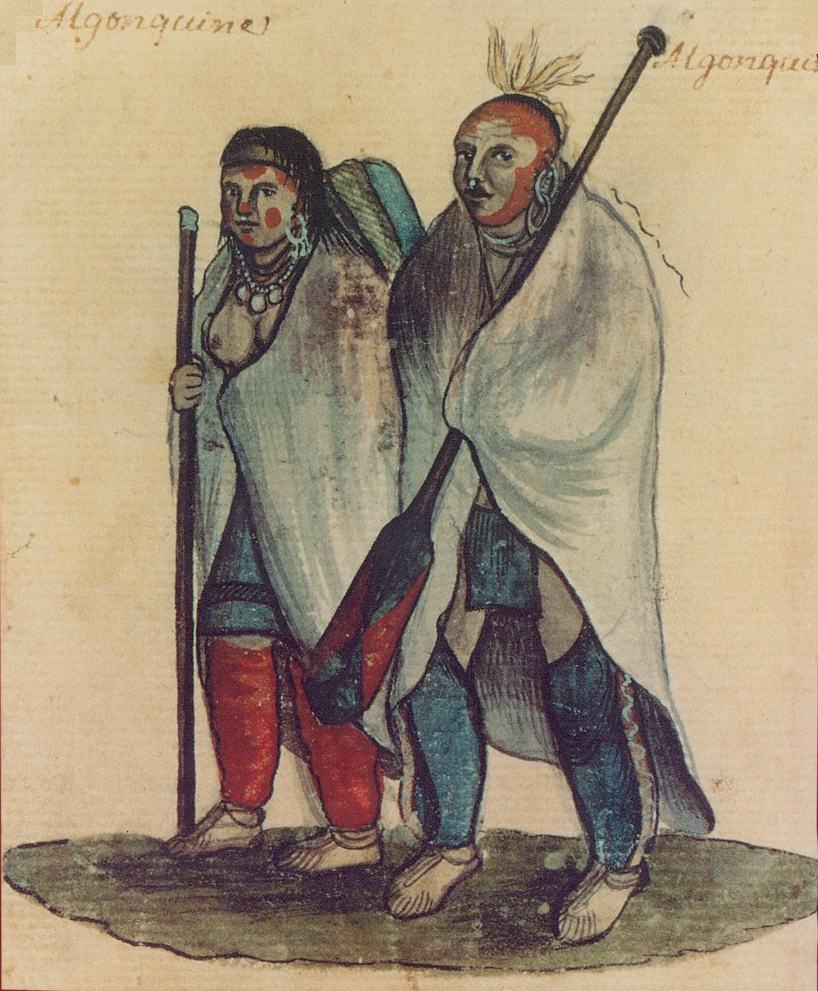
Les Algonquins sont alliés aux Français.

En même temps, une cinquantaine d'Iroquois opposés à toute alliance ou paix avec les Français, arrivent à Albany le 27 août. Afin de protéger la chaîne d'alliance (Covenant chain), ils promettent au gouverneur Bellomont de mettre un terme aux négociations avec les Français « si le roi d’Angleterre s’engage à les défendre contre les Outaouais, les Miamis et autres nations ». Ils acceptent également de recevoir des ministres protestants et d'élargir le commerce vers le lac Ontario.   
De son côté, Bellomont s'intéresse particulièrement aux engagements pris par Callière. Comme le rapporte l'historien Maxime Gohier, le chef onontagué Teganissorens lui aurait alors rapporté que le gouverneur aurait suggéré aux Iroquois « de maintenir la chaîne du Covenant [qu’ils] avaient avec Corlear » avant de promettre de « venir vivre à Onontagué » pour les instruire à la foi catholique et « bannir toutes les maladies et tous les fléaux hors de [leur] pays ».  
Les négociations débutent comme prévu à Montréal le 3 septembre. Le gouverneur Callière, certaines nations alliées comme les Hurons et les Outaouais, ainsi que les Iroquois exposent leurs demandes. Après avoir remis quelques prisonniers français, les Iroquois insistent pour que des marchandises de traite leur soient envoyées au fort Frontenac, de même qu'un armurier pour qu'ils puissent réparer leurs fusils. De plus, ils veulent que les prisonniers iroquois détenus par les Français et leurs alliés soient libérés. Callière accède aux deux premières demandes. Concernant les prisonniers, il promet de faire son possible tout en demandant que les Cinq-Nations fassent de même pour les prisonniers Français et Autochtones.  
Puisque ce traité de paix préliminaire a été conclu en l'absence d'un trop grand nombre de nations de l'Ouest, alliées des Français, le gouverneur Callière propose qu'Iroquois et Autochtones de l'Ouest reviennent à Montréal en août 1701 pour conclure la paix et terminer l'échange de prisonniers. Les Iroquois acceptent.  

## Le traité avec les Anglais
En juin 1701, des ambassadeurs français arrivent à Onondaga porteurs d'un message du gouverneur Callière sur le traité à venir. Ils tentent entre autres de justifier la construction du fort Détroit. Quand il a vent de la nouvelle, le lieutenant-gouverneur Nanfan dépêche plusieurs représentants à Albany pour faire obstruction à toute initiative française. Ces représentants invitent notamment les Iroquois à venir rencontrer le lieutenant-gouverneur à Albany le mois suivant. De leur côté, les Iroquois ne cachent pas leur exaspération face aux Français, qui ont construit un fort sur des terres dont ils réclament la juridiction. Ils affirment de plus qu'ils vivent en harmonie avec la population d'Albany depuis près de 100 ans sous la chaîne d'alliance.  

Le 12 juillet, les chefs des Cinq-Nations (9 Agniers, 5 Onneiouts, 20 Onontagués, 4 Goyogouins et 3 Tsonnontouans) se rendent effectivement à Albany pour rencontrer John Nanfan, Robert Livingston, secrétaire des Affaires indiennes d’Albany, et d'autres officiers afin de raffermir leurs relations. En plus de demander l'état d'avancement des négociations avec les nations de l'Ouest, le gouverneur Nanfan affirme que les Iroquois sont des sujets anglais et que, de ce fait, leurs terres sont sous la juridiction de la Couronne anglaise. 

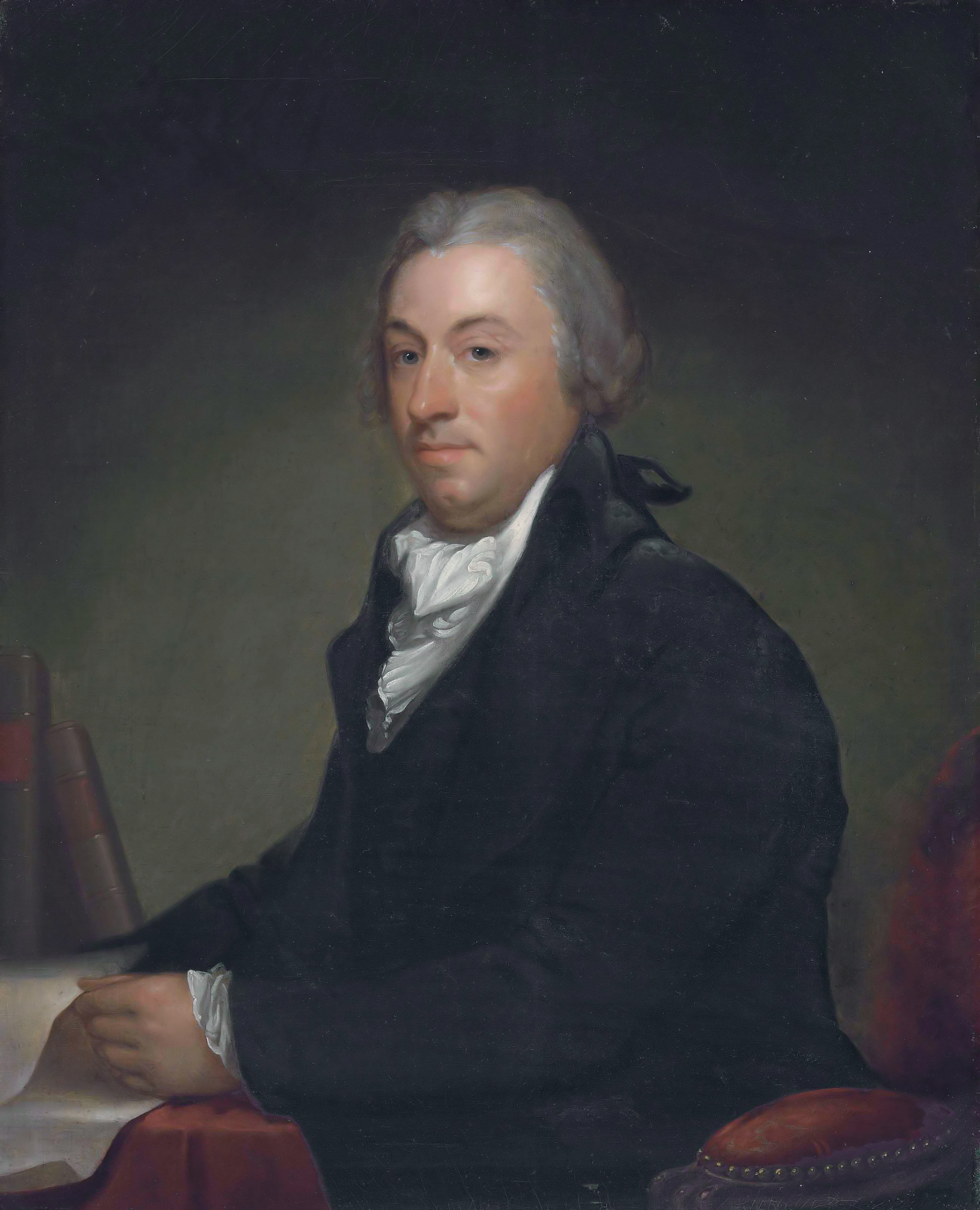
Robert Livingston est l'un des principaux artisans du traité d'Albany.

Les discussions et les réflexions se poursuivent pendant quelques jours. Une semaine plus tard, le 19 juillet, les Iroquois soutiennent encore une fois que la Nouvelle-France a empiété sur leurs terres et qu'elle a fait construire un fort à Détroit sans avoir obtenu leur consentement. Ils souhaiteraient donc que les Anglais respectent leurs promesses de protection et qu'ils les aident à débarrasser la région de la présence française. Les Iroquois voudraient de plus étendre la chaîne d’alliance aux Autochtones de l’Ouest.
C'est pourquoi les représentants des Cinq-Nations (2 Tsonnontouans, 6 Agniers, 3 Goyogouins, 5 Onontagués et 3 Onneiouts) signent cette journée-là un traité avec les Anglais appelé Deed from the Five Nations to the King, of their Beaver Hunting Ground ou Nanfan Treaty. Du côte anglais, on retrouve au bas du document les noms de Robert Livingston, Peter Schuyler, qui est l'un des principaux agents anglais auprès des Iroquois, du maire Albany, du shériff et d'autres magistrats et officiers d'Albany.
En vertu de ce traité, les Cinq-Nations cèdent au roi d'Angleterre, Guillaume III, une vaste étendue de terres autour des Grands Lacs qu'elles avaient acquis par droit de conquête au 17e siècle lors de la guerre du castor et qu'elles revendiquent depuis comme terrain de chasse. En échange, elles demandent la protection de la Couronne anglaise et le maintien de leurs droits de chasse sur ce territoire. Les chefs iroquois acceptent par ailleurs la présence de ministres anglicans sur leurs terres.  Le 21 juillet, cinq chefs rencontrent le gouverneur Nanfan en privé pour lui faire part de quelques préoccupations, notamment au sujet du retour de prisonniers iroquois.
Or, une grande partie du territoire décrit dans le traité est également revendiquée par la Nouvelle-France et ses alliés autochtones. Les Français ne reconnaissent donc pas le traité d'Albany. Quoi qu'il en soit, le traité donne des armes aux Anglais pour contester d'éventuelles prétentions françaises. Dans les faits, les Iroquois conservent leur indépendance. 

## La Grande paix de Montréal
Au terme de plusieurs mois de négociation, la Grande paix est signée à Montréal le 4 août 1701 au cours d'une cérémonie. Les Français et leurs alliés autochtones, regroupant une quarantaine de nations, s'entendent symboliquement avec les Cinq-Nations pour faire pousser l'Arbre de la paix sur un vaste territoire en Amérique du Nord.  
La signature de ces deux ententes en 1701 est considérée par les historiens comme une stratégie iroquoise pour affirmer leur neutralité.